# Ököritófülpös
Ököritófülpös är en ort i Ungern.   Den ligger i provinsen Szabolcs-Szatmár-Bereg, i den nordöstra delen av landet, 260 km öster om huvudstaden Budapest. Ököritófülpös ligger 115 meter över havet och antalet invånare är 2 034.
Terrängen runt Ököritófülpös är mycket platt. Runt Ököritófülpös är det ganska glesbefolkat, med 43 invånare per kvadratkilometer. Närmaste större samhälle är Fehérgyarmat, 7,2 km norr om Ököritófülpös. Trakten runt Ököritófülpös består till största delen av jordbruksmark.